# Tunnel Rangwee
Der Tunnel Rangwee ist ein 60 Meter langer Straßentunnel zwischen dem nahegelgen Kreisverkehr Gluck in Gasperich und dem Rangwee in Hesperingen-Howald, durch den die CR 231 verläuft.
Er unterquert die umfangreichen Schienenstränge (derzeit 10 + Weichen) für stark genutzte Bahnverbindungen (z. B. die Strecke 6 nach Bettemburg an de Sillon Lorrain nach Nancy), die vom nahgelegenen Hauptbahnhof Luxemburg in Richtung Süden verlaufen.
Im Jahre 2021 ist die erste Tunnelröhre für den Verkehr freigegeben worden und zwischen 2020 und 2021 wurde eine zweite Röhre gebaut, die im März 2023 für den Verkehr freigegeben werden konnte.

## Geschichte
Im Jahre 1967 war bereits ein erster einspuriger Tunnel mit 7 m Gesamtbreite unter den Gleisen hindurch gebaut worden.
Dieser alte Tunnel, der ungefähr 30 Meter nördlich vom heutigen entfernt lag, ist 2001 geschlossen und dann abgerissen worden, weil er dem hohen Verkehrsaufkommen konstruktiv nicht mehr gewachsen war und außerdem einen schlechten Zustand aufwies.
Planung und Bau des aktuellen Tunnels wurde zusammen mit ebenfalls im Bau befindlichen Umgehung von Bonneweg (N 40; Boulevard de Kyiv) durch die Abgeordnetenkammer am 21. August 2018 per Gesetz beschlossen worden.
Umsetzungsstart für beide Projekte war das Frühjahr 2020 durch die Administration des Ponts et Chaussées.
Der neue Tunnel weist 2 Röhren mit jeweils einer Breite von 13,70 m auf.
Zwei Spuren mit jeweils 3,50 m Breite sind pro Röhre für den Straßenverkehr reserviert, jeweils ein 3 m breiter Weg für Fußgänger und Fahrradfahrer ist ebenfalls vorhanden. Die Tunnelröhren haben eine maximale Höhe von 4,5 m.
Die Freigabe für den Verkehr ist aber erst am 12. März 2023 erfolgt, weil die parallel umgebaute Rue des Scillas und der Kreisvekehr Gluck ebenfalls sehr umfangreich umgebaut wurden.
Provisorisch verläuft der Verkehr bidirektional durch die südliche neue Röhre, bis sämtliche Arbeiten abgeschlossen sind.

## Bildergalerie

### Deralte, mittlerweile abgerisseneTunnel

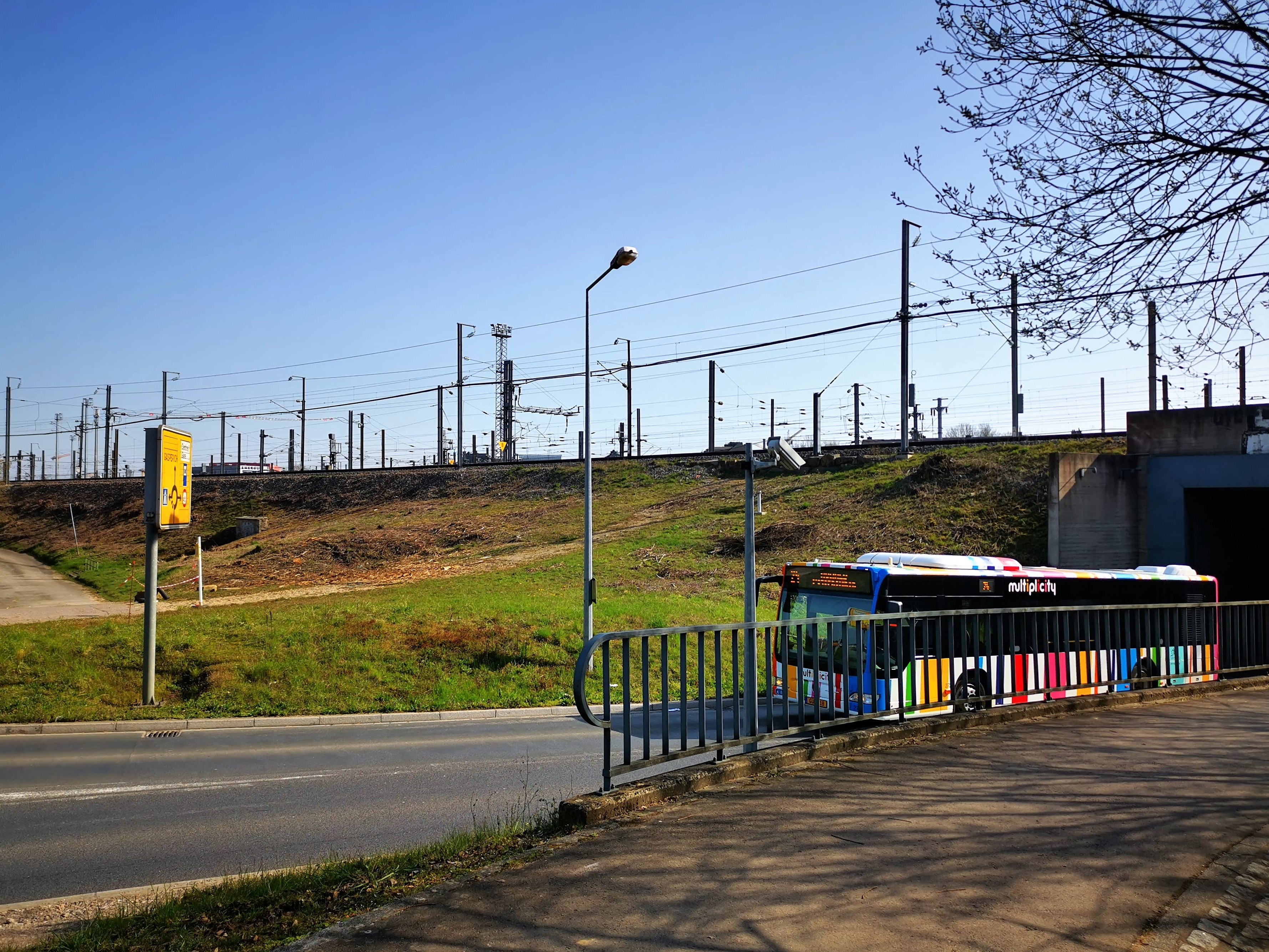
Die Einfahrt in den Tunnel von der Gaspericher Seite aus. Links daneben wird bereits der neue Tunnel gebaut.
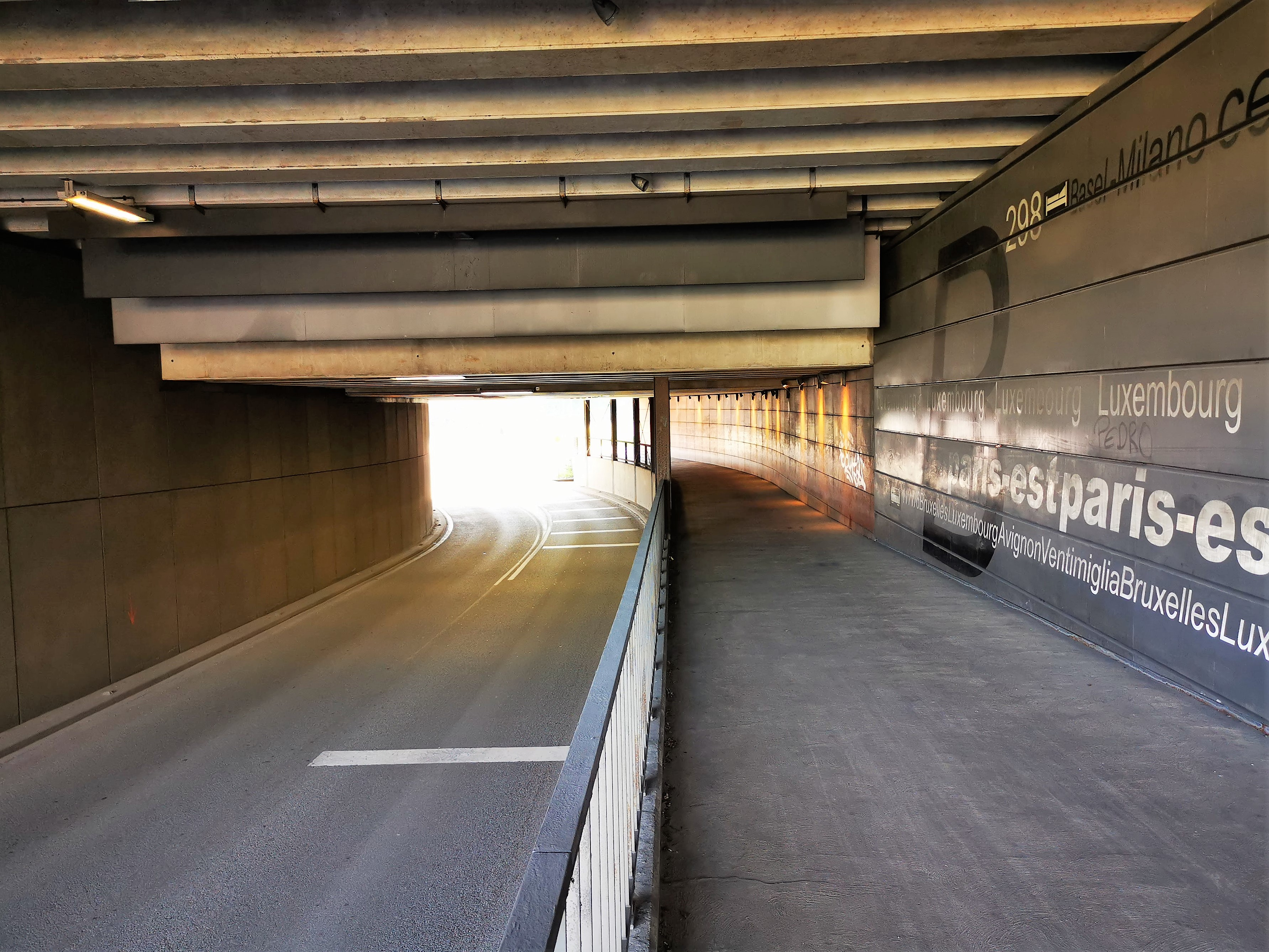
Am Tunnel a Richtung Houwald. Rechts der Fußgänger- und Radweg.

### Baustelle desneuenTunnels

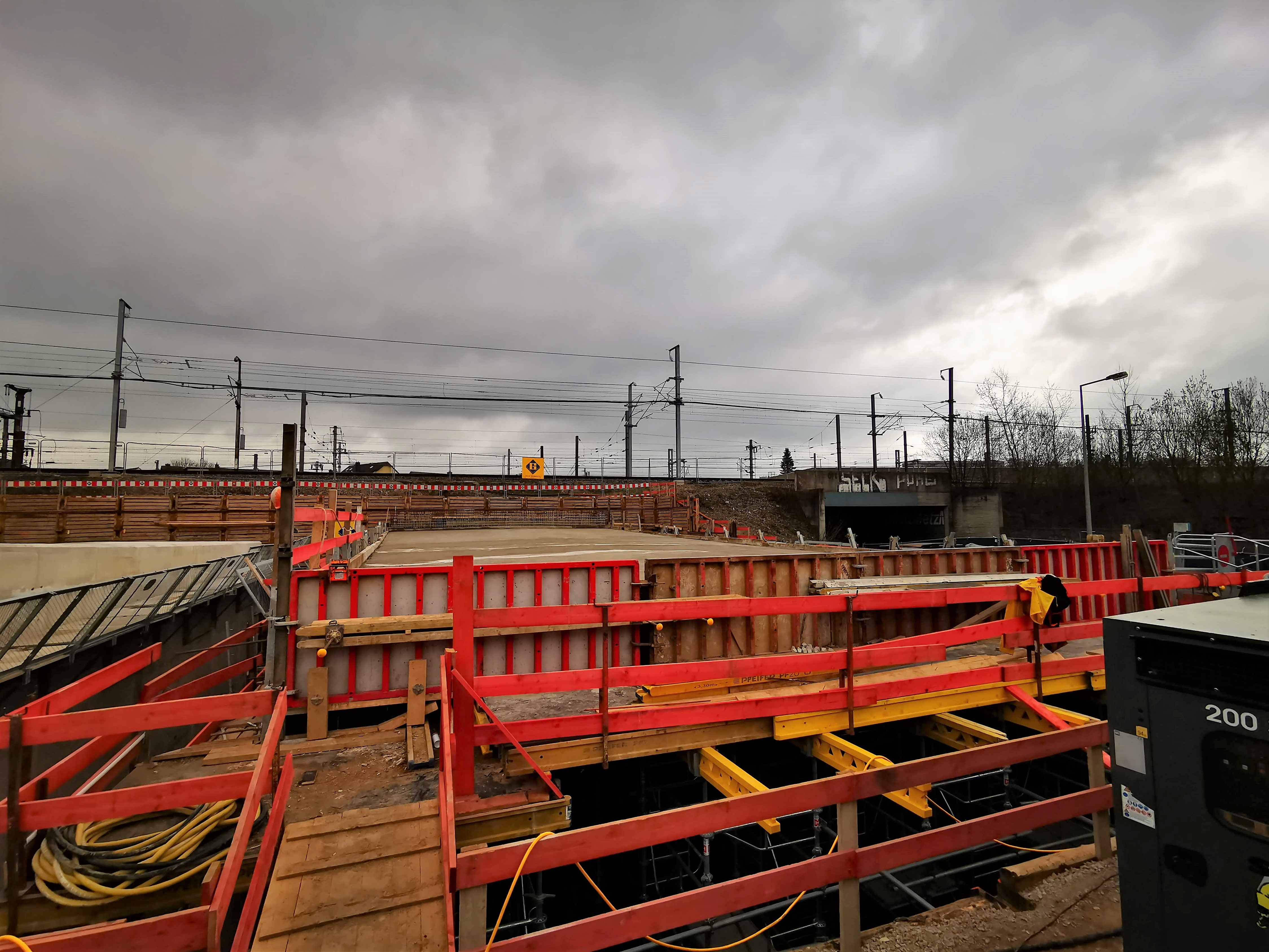
Die neuen Tunnelröhren wurde aus armiertem Beton vorproduziert...
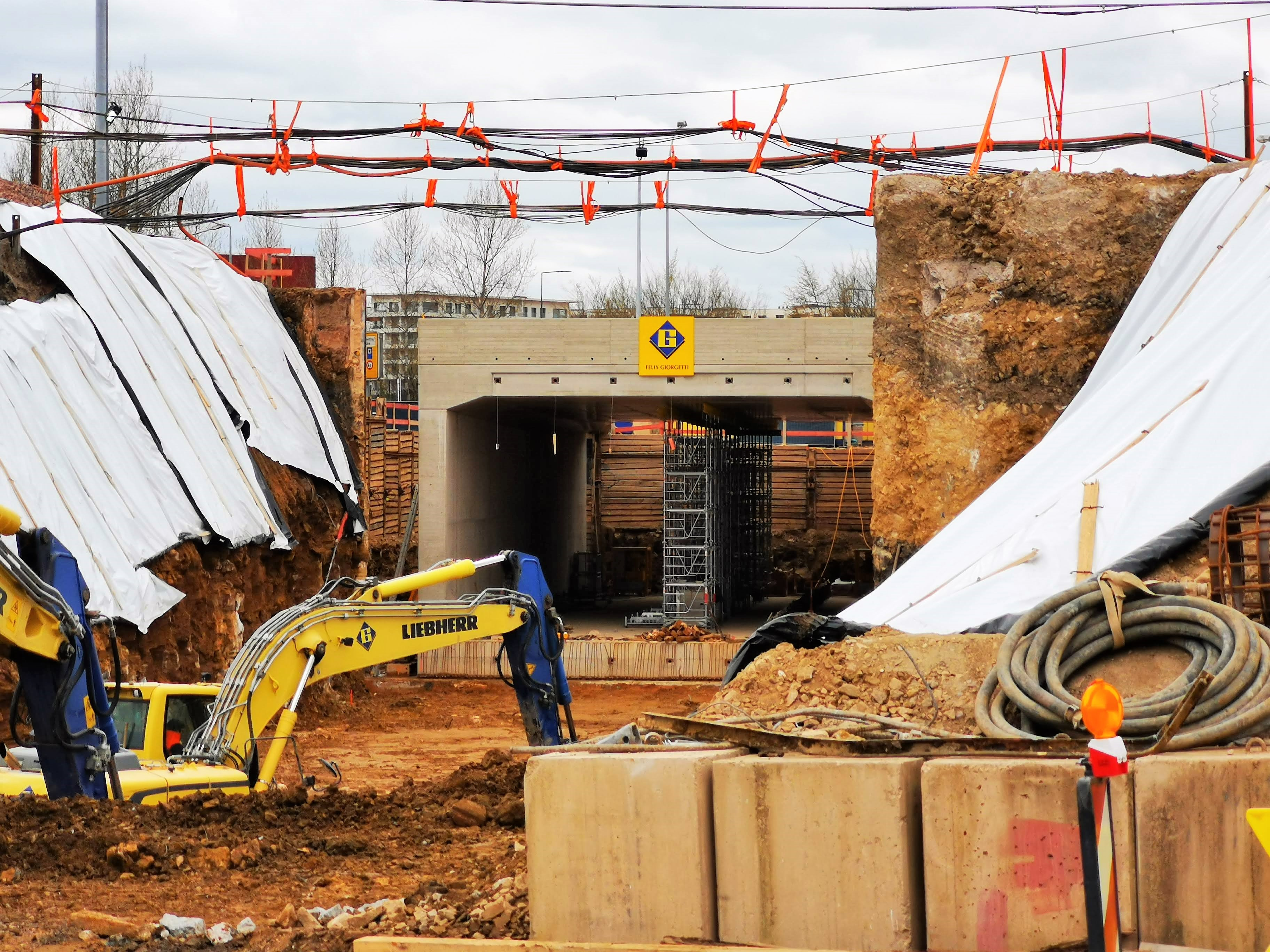
… und danach an den endgültigen Standort geschoben.
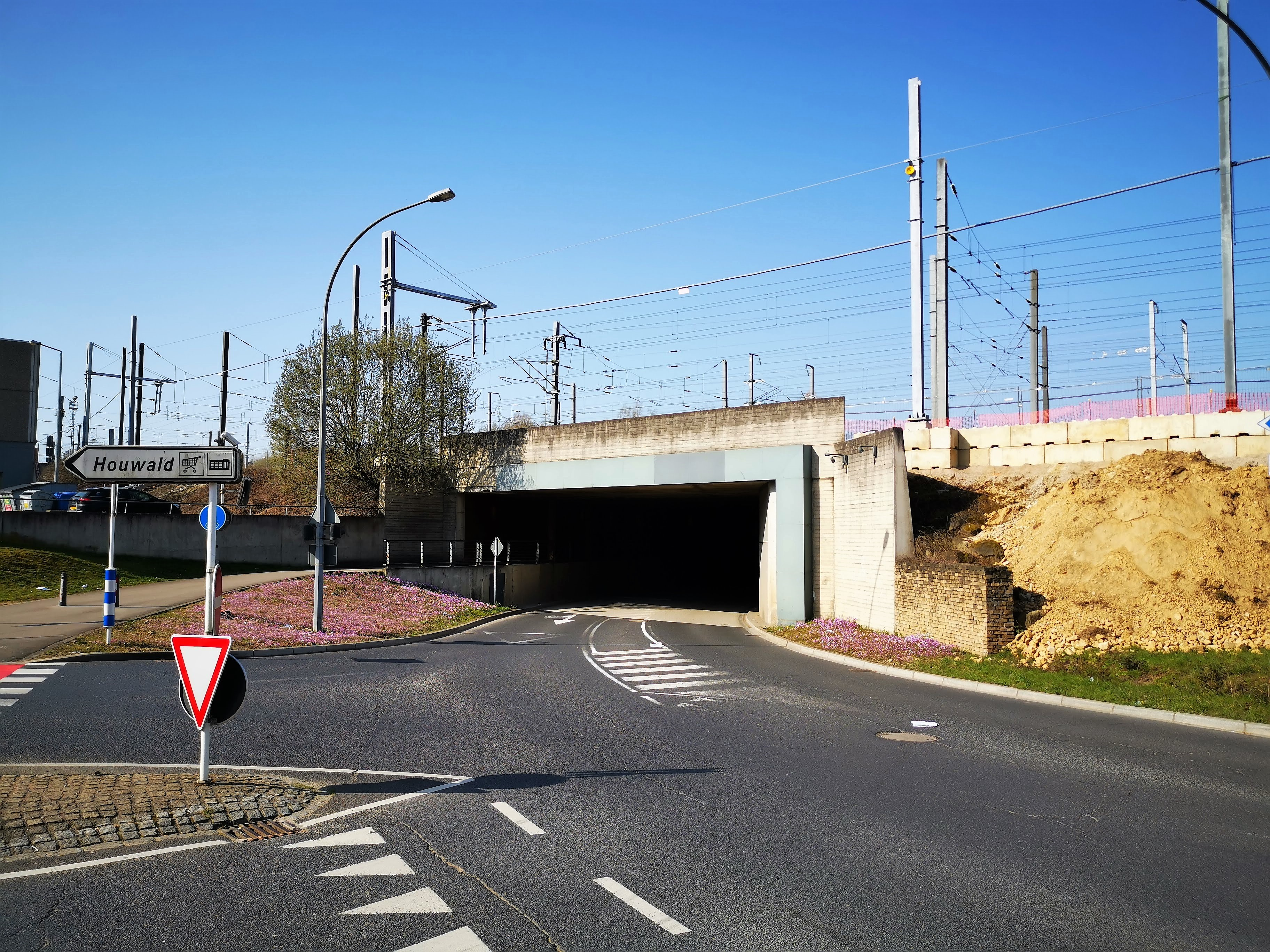
Tunneleinfahrt von der Ostseite.
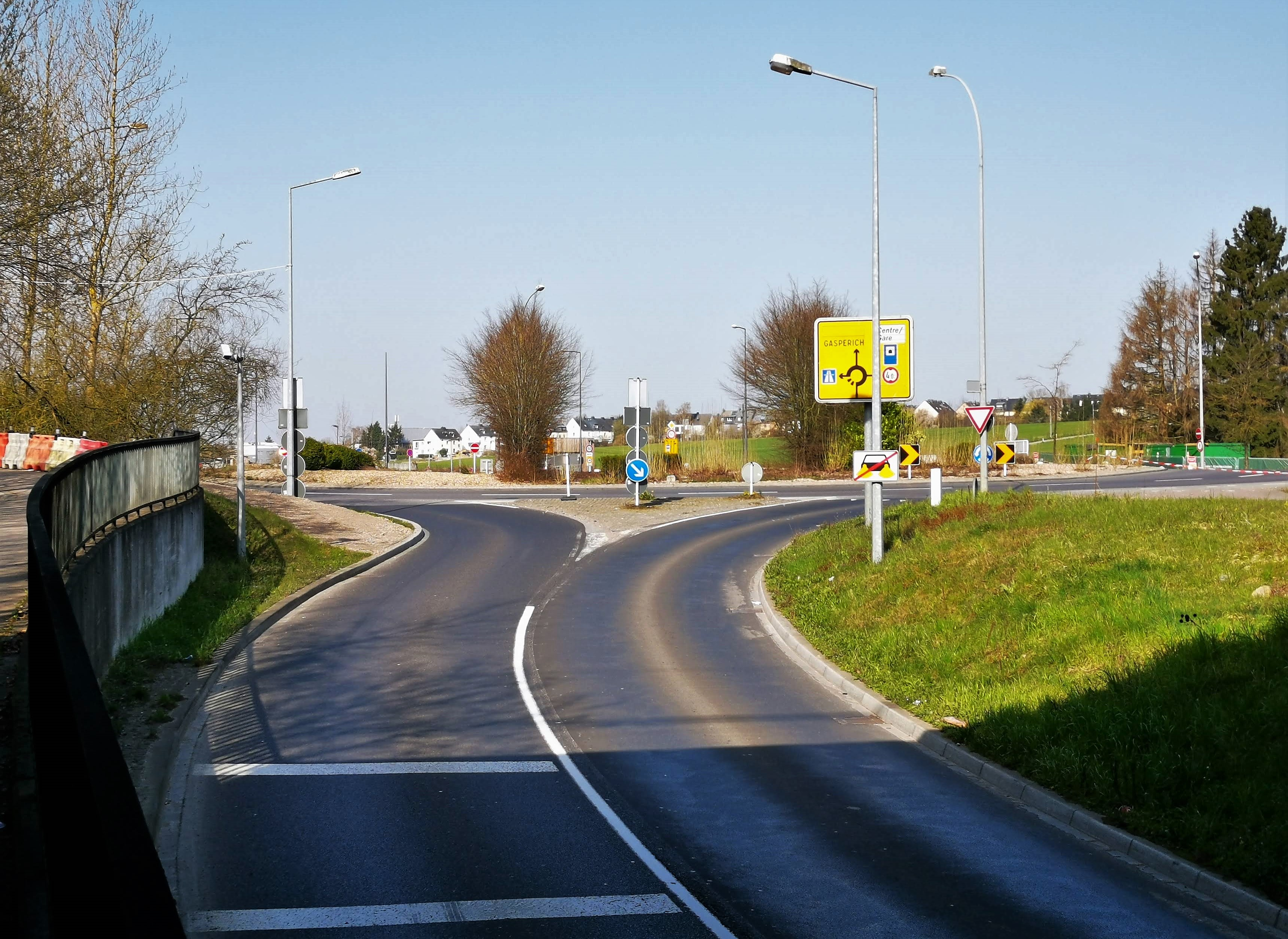
Tubbeleinfahrt Westseite (Rond-point Gluck).